# 单节矮胖猛水蚤
单节矮胖猛水蚤（学名：Nannopus unisegmentatus）为短角猛水蚤科矮胖猛水蚤属的动物，是中国的特有物种。分布于广东、福建等地，一般生活于纯淡水中。